# التهاب الدماغ والنخاع الشوكي
التهاب الدماغ والنخاع الشوكي (بالإنجليزية: Encephalomyelitis)‏ وهو مُصطلح عام يُطلق على التهاب الدماغ والتهاب النُخاع الشوكي.